# Félix Sellier
Felix Sellier (Spy, 2 gennaio 1893 – Gembloux, 16 aprile 1965) è stato un ciclista su strada e pistard belga.
Professionista dal 1920 al 1928, conta un successo alla Parigi-Roubaix e tre vittorie di tappa al Tour de France.

## Carriera
Sellier ottenne numerose vittorie già tra i dilettanti, categoria in cui conquistò più di sessanta successi; la prima guerra mondiale però lo costrinse a interrompere l'attività. Terminato il conflittò riuscì a passare professionista conseguendo subito diverse vittorie: nel 1919 vinse il Giro del Belgio riservato agli indipendenti. Successivamente si aggiudicò tre Parigi-Bruxelles, una Parigi-Roubaix e due campionati nazionali, ottenendo inoltre podi e piazzamenti in quasi tutte le classiche più importanti.
Buoni i risultati anche nelle corse a tappe, nel suo palmarès figurano un Giro del Belgio e un terzo posto al Tour de France 1922. Nella corsa francese fece suoi anche tre successi di tappa.

## Palmarès

### Strada
- 1912 (dilettanti)

Binche-Tournai-Binche
- 1919 (dilettanti)

Circuit Dinantais
Ostende-Anversa
Giro del Belgio Indipendenti
- 1920 (individuale, tre vittorie)

Marchienne au Pont
Moustier
Mellet
- 1921 (individuale, due vittorie)

Jemeppe-Bastogne-Jemeppe
13ª tappa Tour de France (Strasburgo > Metz)
- 1922 (Alcyon, tre vittorie)

Parigi-Bruxelles
Arlon-Oostende
14ª tappa Tour de France (Metz > Dunkerque)
- 1923 (Alcyon, quattro vittorie)

Campionati belgi, Prova in linea
Parigi-Bruxelles
Classifica generale Circuit du Midi
5ª tappa Giro del Belgio (Namur > Bruxelles)
- 1924 (Alcyon, cinque vittorie)

3ª tappa Giro del Belgio (Liegi > Lussemburgo)
Classifica generale Giro del Belgio
Grand Prix Sporting (cronometro, con Émile Masson)
Parigi-Bruxelles
1ª tappa Circuit de Champagne (Reims > Châlons-sur-Marne)
- 1925 (Alcyon, due vittorie)

Parigi-Roubaix
2ª tappa Vuelta al País Vasco (Pamplona > San Sebastián)
- 1926 (Alcyon, tre vittorie)

Campionati belgi, Prova in linea
4ª tappa Tour de France (Dunkerque > Le Havre)
2ª tappa Giro del Belgio (Liegi > Lussemburgo)

#### Altri successi
- 1924 (Alcyon)

G.P.Sellier
Criterium di Oupeye
- 1925 (Alcyon)

G.P.Sellier
Criterium de Soissons
- 1927 (Cycles Sellier)

G.P.Sellier
- 1928 (Cycles Sellier)

Criterium di Saint-Servais

### Pista
- 1928

Sei Giorni di Bruxelles (con Henry Duray)

## Piazzamenti

### Grandi Giri
- Tour de France

1920: ritirato (3ª tappa)
1921: 16º
1922: 3º
1923: ritirato (2ª tappa)
1924: ritirato (7ª tappa)
1925: 9º
1926: 5º

### Classiche monumento
- Milano-Sanremo

1924: 5º
- Giro delle Fiandre

1921: 13º
1922: 30º
1923: 15º
1924: 3º
1926: 16º
- Parigi-Roubaix

1922: 48º
1923: 3º
1924: 3º
1925: vincitore
1926: 7º
- Liegi-Bastogne-Liegi

1921: 7º
1923: 3º
1924: 7º

### Competizioni mondiali
- Campionati del mondo

Nürburgring 1927 - In linea: ritirato